# Société d'entomologie du Canada
Société d’entomologie du Canada (ou Entomological Society of Canada) est l’une des plus anciennes et des plus importantes sociétés scientifiques professionnelles du Canada. Elle a été fondée le 16 avril 1863 à Toronto. Son premier conseil d’administration est composé d’un président, Henry Holmes Croft (1820-1883), d’un secrétaire-trésorier, William Wilson Saunders (1809-1879), et d’un conservateur le révérend J. Hubbert. Nommé à l’origine Entomological Society of Ontario, son siège est d’abord à London, en Ontario puis, en 1906, à Guelph. C’est en 1950 que cette Société prend son nom actuel et établit son siège à Ottawa.
Elle fait paraître le bimensuel The Canadian Entomologist (fondé en 1868) et le Bulletin de la Société d’entomologie du Canada (fondé en 1969). Le supplément, Mémoires de la Société d’entomologie du Canada, paraît de façon irrégulière depuis 1955.